# كيفن جاي جاكوبسن
كيفن جاي جاكوبسن (بالإنجليزية: Kevin J. Jacobsen) هو ضابط أمريكي، ولد في 29 يناير 1958.